# Забытый враг
«Забытый враг» (англ. The Forgotten Enemy) — научно-фантастический рассказ английского писателя Артура Кларка, вышедший в августе 1949 года в журнале New Worlds. В 1956 году был включён в авторский сборник рассказов Reach for Tomorrow.

## Сюжет
Солнечная система попала в облако космической пыли; на Земле начался новый ледниковый период.
Климат Великобритании сменился с умеренного на арктический, и люди отправились колонизировать меняющиеся джунгли и пустыни в районе экватора. Единственным жителем Лондона является профессор английской литературы Миллворд, который остался в городе из любви к книгам. Через пять лет радиосвязь с ушедшими соотечественниками перестала работать, к моменту начала произведения прошло ещё пятнадцать лет.
Миллворд укрывается в здании лондонского университета, собрав все необходимые вещи в районе Блюмсбери. Уже несколько месяцев он слышит странный рёв, исходящий из какой-то точки далеко к северу, который он в мечтах связывает с деятельностью используемых человеком машин. Бродя по заснеженным улицам и домам Лондона, выживший неожиданно встречает мигрирующих на юг волков, северных оленей и полярных медведей. Он пытается связать это с возможным продвижением человеческой экспедиции из Северной Америки через замороженный Атлантический океан или применением атомных бомб для освобождения поверхности планеты от льда и снега. Когда в особенно ясный и тёплый день Миллворд возвращается к наблюдению, он наконец находит источник шума — к Лондону неумолимо приближается блестящий ледник.

## Связи с другими произведениями Кларка
- Ледниковый период в связи с охлаждением Солнца наступает также в конце романа «Фонтаны рая» и в коротком рассказе «Экспедиция на Землю».